# Takashi Kitano
Takashi Kitano (北野 貴之, Kitano Takashi) est un footballeur japonais né le 4 octobre 1982. Il est gardien de but.